# کوهی تزوکا
کوهی تزوکا (انگلیسی: Kohei Tezuka؛ زادهٔ ۶ آوریل ۱۹۹۶) بازیکن فوتبال اهل ژاپن است.
از باشگاه‌هایی که در آن بازی کرده‌است می‌توان به باشگاه فوتبال کاشیوا ریسول اشاره کرد.